# Louis-Philippe d'Orléans (1747-1793)
Pour les articles homonymes, voir Louis-Philippe, prince d’Orléans.
Titre
Député français
5 mai 1789 – 6 novembre 1793
(4 ans, 6 mois et 1 jour)
Signature
Louis-Philippe d’Orléans, duc de Chartres, puis duc d’Orléans (1785-1790), dit Philippe d'Orléans puis Philippe Égalité après 1792, est un prince du sang français né au château de Saint-Cloud le 13 avril 1747 et mort guillotiné à Paris le 6 novembre 1793. Il est le père du roi des Français Louis-Philippe Ier.
Fils de Louis-Philippe d’Orléans, duc d’Orléans, dit « le Gros », et de Louise-Henriette de Bourbon-Conti, princesse du sang (morte en 1759), il est titré duc de Montpensier à sa naissance en 1747 puis, à la mort de son grand-père, Louis, duc d'Orléans, dit « le Pieux », en 1752, porte le titre de duc de Chartres ; lorsque son père meurt en 1785, il devient duc d’Orléans et premier prince du sang. Il descend en lignée masculine du régent Philippe d’Orléans et du roi Louis XIII, mais aussi du roi Louis XIV par Françoise-Marie de Bourbon, l'épouse du régent et fille légitimée de Louis XIV et de la marquise de Montespan.
Député pendant la Révolution, il vote la mort de son cousin le roi Louis XVI.

## Biographie

### Éducation

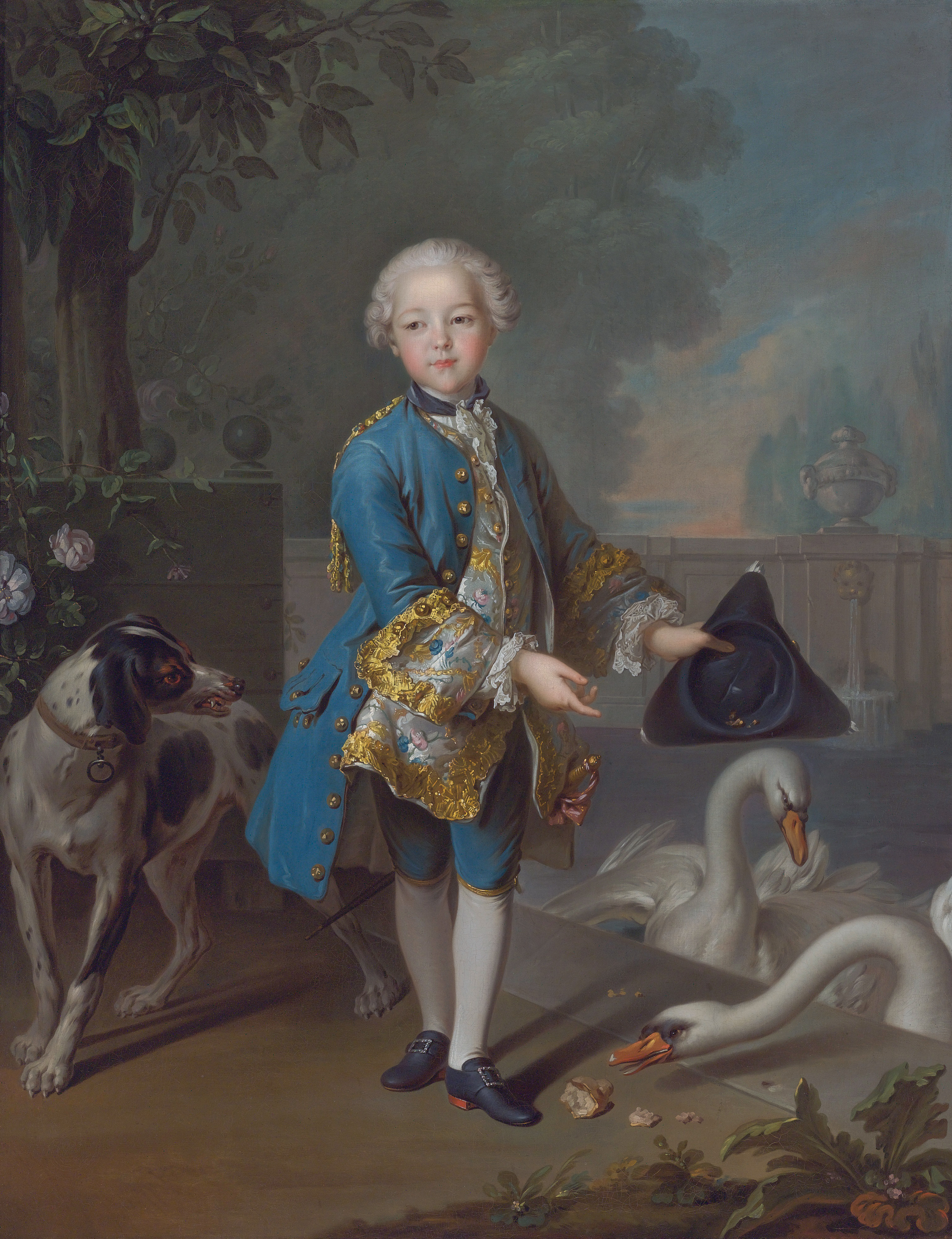
Portrait du jeune Louis-Philippe par Louis Tocqué.

Dès la mort de son grand-père, le jeune duc de Chartres, qui a pris ce titre à 5 ans, est retiré du giron des femmes (l'habitude aristocratique est de retirer les enfants de leur gouvernante à 7 ans).
Son père confie son éducation au comte de Pons Saint-Maurice. Ce dernier a la charge de former le prince à ses devoirs de représentation et choisit des personnalités en vue pour le reste de l'éducation proprement dite tels Étienne Lauréault de Foncemagne ou Carmontelle.
Inquiet à la suite de la variole de sa femme Louise-Henriette, le duc d'Orléans décide de pratiquer l'inoculation sur ses enfants Louis-Philippe et Bathilde, en faisant appel au médecin suisse Théodore Tronchin. Cette initiative, prise en 1756 (le duc de Chartres a 9 ans), est suivie avec attention par toute la cour, et son succès favorise ensuite la diffusion de cette forme de protection.
Le jeune duc de Chartres, une fois marié, va aussi faire pratiquer cette mesure de prévention sur sa jeune femme Marie-Adélaïde.

### Mariage et descendance

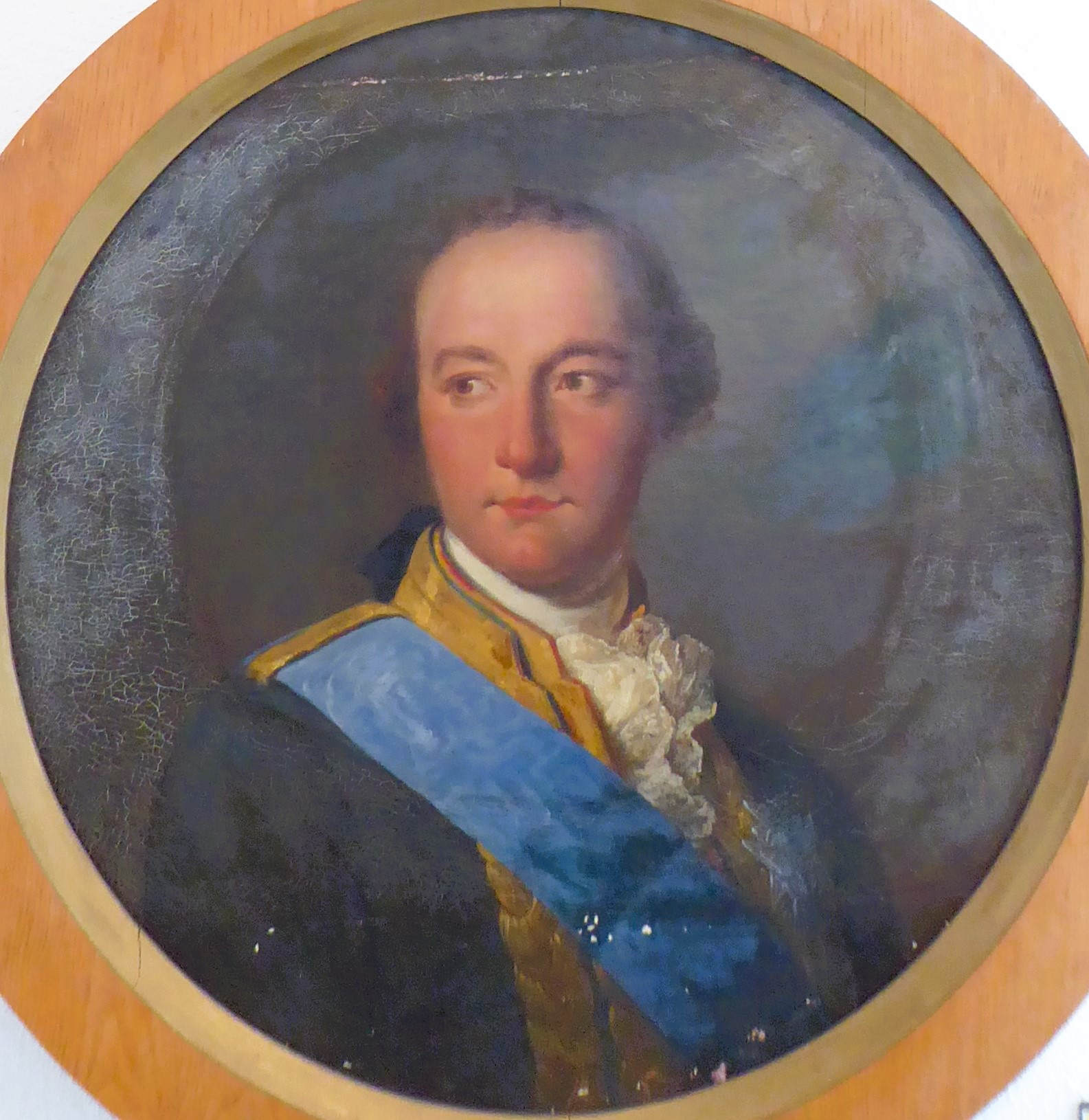
Philippe Égalité par Franque, musée d'Art et d'Histoire de Dreux.

Le duc d'Orléans avait d’abord envisagé de marier son fils à la princesse Cunégonde de Saxe, fille du roi de Pologne Auguste III de Saxe, et sœur de la dauphine de France Marie-Josèphe (par son mariage avec le dauphin Louis, fils de Louis XV), mais cette dernière insiste auprès de son beau-père Louis XV pour qu’il s’oppose à ce projet, considérant que Chartres, n'étant pas fils de France, est de trop petite naissance pour prétendre épouser une princesse du sang de la maison de Saxe.
Sur ces entrefaites, en 1768, meurt d'une maladie vénérienne à 20 ans le jeune prince de Lamballe, petit-fils du comte de Toulouse, bâtard légitimé de Louis XIV et de Mme de Montespan,  héritier de la fortune des bâtards de Louis XIV et compagnon de débauche de Chartres. Sa sœur, Marie-Adélaïde de Bourbon dite "Mlle de Penthièvre", par sa mort, devient à 15 ans la plus riche héritière de France. Au grand dam de la cour, négligeant la bâtardise, les Orléans se ruent sur l'héritière.
L’abbé de Breteuil, chancelier de la maison d’Orléans, est donc chargé de négocier en substitution un mariage avec celle qui amène dans la maison d’Orléans, avec encore un peu plus du sang des bâtards de Louis XIV, l’héritage fabuleux du duc de Penthièvre.
En effet Chartres, futur Philippe d’Orléans descend, par sa mère Louise-Henriette de Bourbon, de Louise-Françoise de Bourbon, dite Mlle de Nantes, une bâtarde légitimée de Louis XIV et de la marquise de Montespan, et, d’autre part, une des arrière-grand-mères paternelles de Philippe d’Orléans était également une bâtarde légitimée de Louis XIV et de la marquise de Montespan,  l'épouse du Régent, Françoise-Marie de Bourbon (dite « la Seconde Mademoiselle de Blois »). Leurs enfants ont donc six fois Louis XIII comme ancêtre ! 
Le mariage a lieu à Versailles le 5 avril 1769. La dot se monte à 6 millions de livres, dont 3 865 000 livres étaient remis sur-le-champ, sous forme d’une dotation produisant un revenu annuel de 245 000 livres. Le duc d’Orléans s’engage de son côté à loger, meubler, faire servir les époux et à leur assurer au surplus un revenu de 400 000 livres par an.
Le couple, rapidement désuni, a six enfants : 
1. N... d’Orléans (mort-née le 10 octobre 1771) ;
2. Louis-Philippe d'Orléans (1773-1850), titré duc de Valois puis duc de Chartres, puis duc d'Orléans, puis roi des Français [Note 1] ;
3. Louis-Antoine-Philippe d'Orléans (1775-1807), titré duc de Montpensier ;
4. N… d’Orléans (1777-1782), titrée Mademoiselle d’Orléans [3] ;
5. Louise-Marie-Adélaïde-Eugénie d'Orléans (1777-1847), sœur jumelle de la précédente, titrée Mademoiselle de Chartres ;
6. Louis-Charles d'Orléans (1779-1808), comte de Beaujolais, qui adopte, à partir de 1792, les prénoms supplémentaires d'Alphonse et Léodgard.

Les deux époux se séparent en 1790.

#### Naissances illégitimes
Le duc d’Orléans a eu de nombreuses maîtresses et plusieurs enfants naturels, notamment de deux de ses liaisons les plus connues.
Avec Félicité de Genlis avec laquelle il avait entamé une liaison à la fin des années 1760, il a Paméla Brûlart de Sillery (v. 1777-1831). À force d’intrigues compliquées, Félicité parvient à être seule chargée de l’éducation des enfants d'Orléans. À la suite du chevalier de Bonnard, elle est pensionnée en qualité de « gouverneur » desdits enfants, sur lesquels elle expérimente ses idées pédagogiques « modernes ».
Une autre fille, Félicité Élisabeth épouse Compton, aurait également vu le jour vers 1777 (décédée en 1822), et serait la grand-mère de Marie Lafarge (selon Jean Bernard, directeur de la Presse associée à Paris, il existe une note de la Sûreté Générale datant du 23/11/1816, ainsi qu'une correspondance, attestant de l'origine royale d'Hermine et conservée dans un dossier secret du Ministère des Affaires étrangères).
Avec Marguerite Françoise Bouvier de la Mothe de Cepoy, comtesse de Buffon, qu'il avait rencontrée au Palais-Royal au début des années 1780 et qui le recevait régulièrement à Montbard dans une des dépendances de l'hôtel de Buffon, le Petit Fontenet, il a un fils Victor Leclerc de Buffon (1792-1812), dit également le « chevalier de Saint-Paul ».

### Sous l’Ancien Régime

#### Un destin militaire contrarié

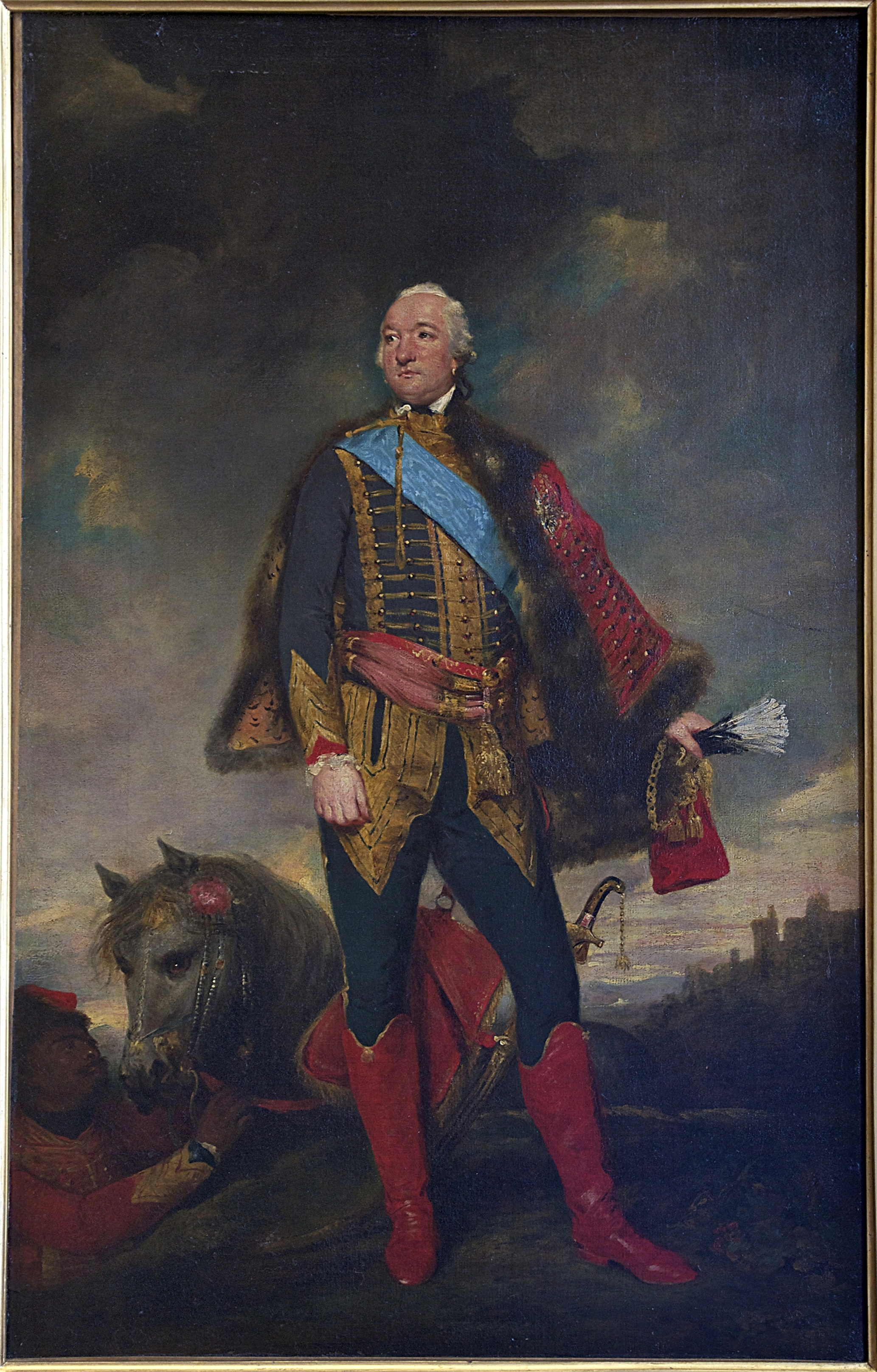
Louis Philippe d'Orléans, duc de Chartres, par Joshua Reynolds.

Chartres a eu la promesse, au moment de son mariage, que son beau-père solliciterait pour lui la survivance de sa charge de grand amiral de France. Il s’y prépare en faisant une carrière d’officier de marine. En 1772, il embarque sur le vaisseau l’Alexandre avec le grade de garde-marine (aspirant). Le 1er juin 1775, l'escadre d'évolution, commandée par Guichen, quitte Brest, avec le duc de Chartres, pour un voyage pendant lequel il sera reçu "royalement". Ruis-Embito, contrairement aux ordres de Sartine a mis à sa disposition un canot particulier décoré. De quoi contrarier le ministre et sans doute le Roi. Après deux campagnes en 1775 et 1776, il est promu lieutenant-général des armées navales (contre-amiral) le 27 juillet 1778.
En 1778, lorsque les hostilités recommencent avec la Grande-Bretagne, on lui confie le commandement de l’arrière-garde de l’escadre de Brest sur le vaisseau de 80 canons, le Saint-Esprit. Le commandement général est assuré par le comte d'Orvilliers. Le 27 juillet 1778, au large d’Ouessant, la bataille s’engage. Une manœuvre commandée par d’Orvilliers amène les vaisseaux du duc de Chartres sur l’avant ; le prince n’hésite pas à foncer sur les vaisseaux britanniques mais, à la suite d’une mauvaise communication avec le vaisseau amiral, une erreur est commise qui permet aux vaisseaux britanniques de prendre la fuite. La bataille se solde par un demi-succès.
À Paris, chacun rend d’abord hommage à la belle conduite du duc de Chartres avant qu’on ne reçoive le témoignage des marins ayant participé à la bataille. Par peur d'exposer la vie du prince de sang royal, le capitaine du navire a prétendu ne pas avoir compris l'ordre de manœuvre de l'amiral : il a mis en panne sa division et envoyé un canot pour prendre les ordres de vive voix. Le retard ainsi provoqué empêche le mouvement de la flotte française et permet aux Britanniques de s'échapper. Les moqueries qui s'ensuivent dans tout Paris affectent profondément le duc qui essuie une certaine disgrâce et essaye de se venger en montant une cabale contre le ministre de la Marine Sartine.
Après cette affaire d'Ouessant, il trouve son beau-père inquiet, car on l’avait persuadé que Chartres voulait le dépouiller de sa charge de grand amiral. Le duc de Chartres écrit à Louis XVI pour le détromper et, dans un souci d’apaisement, renonce à la marine en sollicitant le roi de créer pour lui un emploi de colonel général des troupes légères (hussards), auquel Louis XVI consent le 22 avril 1779.
Mais en 1780, le roi lui refuse la permission de faire partie du corps expéditionnaire de Rochambeau qui part pour l’Amérique.

#### Un opposant de plus en plus déclaré

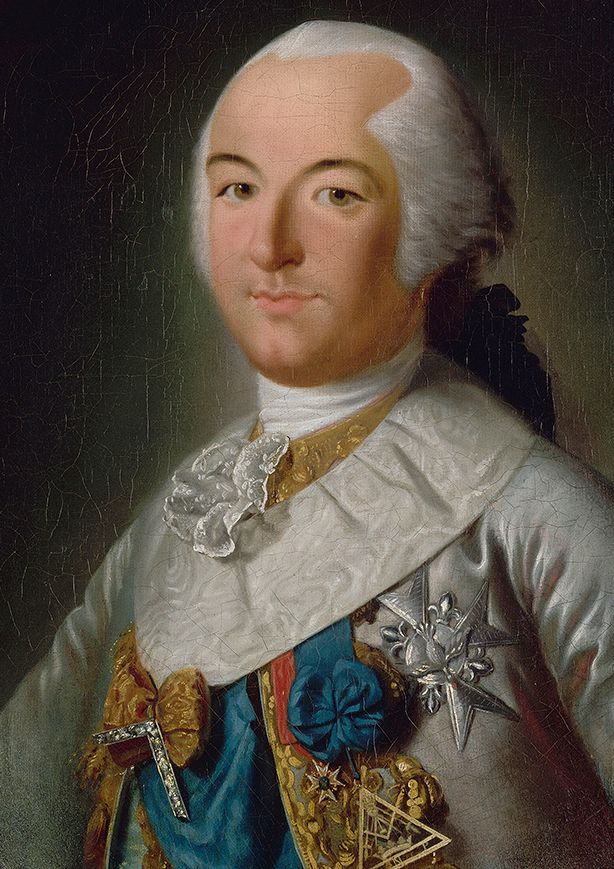
Philippe d’Orléans en grand maître du Grand Orient de France.

Pair de France, Philippe d’Orléans fait de bonne heure preuve d’indépendance. Comme tous les princes des branches cadettes de la maison de Bourbon, il prend le parti des Parlements en 1771 et refuse de siéger au « parlement Maupeou ». Il est exilé sur sa terre de Villers-Cotterêts.
À partir de 1785, devenu duc d’Orléans à la mort de son père, il offre au Palais-Royal — « l'anti-Versailles » — un centre et un point de ralliement aux ennemis de la cour, ses relations avec la famille royale étant devenues très tendues depuis l'affaire d'Ouessant. Si le roi Louis XVI n'a jamais vraiment apprécié son lointain cousin, en revanche Marie-Antoinette avait entretenu des relations cordiales avec le jeune duc de Chartres. Désormais, le ressentiment est grand entre les deux personnalités.
Adepte des idées nouvelles et grand admirateur des institutions britanniques, le duc de Chartres manifeste plus d’une fois avant la Révolution, son hostilité au régime et à la Cour, notamment lors de l’assemblée des notables (1787). Chef du 3e bureau à l’Assemblée des notables (1787), il déclare que les États généraux ont seuls le droit de voter les impôts, et proteste contre les édits bursaux : il est exilé.

#### Le Palais-Royal
Il réalise une spéculation immobilière restée célèbre au Palais-Royal. Depuis son remariage secret avec Madame de Montesson, son père, le duc d’Orléans a cessé d’habiter le Palais-Royal. Il en fait concession à son fils en 1776, et le lui abandonne en toute propriété en 1780. Peu après, en juin 1781, la salle de théâtre dite du Palais-Royal, qui se trouve du côté de l’actuelle rue de Valois, brûle une nouvelle fois. Le duc de Chartres la fait reconstruire de l’autre côté par l’architecte Victor Louis (c’est l’actuelle salle de la Comédie-Française) et en profite pour réaliser une vaste opération immobilière autour des jardins du Palais-Royal : il fait édifier des immeubles uniformes, comportant des galeries marchandes au rez-de-chaussée surmontées d’appartements d’habitation. Les rues bordant l’ensemble sont baptisées des noms des fils du duc : Valois, Montpensier et Beaujolais.
Cette opération est vivement critiquée. Le public, qui avait toujours été admis librement dans les jardins du Palais-Royal, critique leur rétrécissement. On juge l’architecture mesquine. Louis XVI se serait moqué du duc de Chartres en lui lançant : 
«Eh bien, mon cousin ! Il paraît que vous ouvrez boutique ? On ne vous verra plus que le dimanche ? ». Authentique ou non, le mot courut Paris, avec des dizaines d’épigrammes et de chansons. Mais l’affaire immobilière n'est pas excellente, et elle tardera à s’équilibrer, le duc ayant dû emprunter 4 millions pour financer les constructions, qui s’avèrent finalement difficiles à vendre et à louer.
La spéculation sur les arcades du Palais-Royal entraîne des procès nombreux, de la part des riches riverains, qui se trouvent privés de la vue sur les jardins. Elle n'est pas aussi rentable qu’il l’escomptait, tandis que le nombre des pensions qu'il accorde à ses protégés ne fait qu'augmenter avec le temps, une association des créanciers du duc d'Orléans, réunissant ces pensionnaires viagers est d'ailleurs créée en 1792.

#### Franc-maçonnerie
Depuis 1771, Chartres est grand maître de la première Grande Loge de France, obédience maçonnique fondée en France autour de 1728. Sans qu'il y prenne une grande part, lorsque celle-ci, en 1773, se transforme en Grand Orient de France, Louis-Philippe y demeure en conservant son titre et son rang.
Au début de la Terreur, Philippe fait publier une lettre en réponse dans le Journal de Paris du 22 février 1793, qui l'accuse dans un article d'avoir dans Paris « un grand parti », cette lettre se termine de la sorte :

« Dans un temps où personne, assurément, ne prévoyait notre Révolution, je m'étais attaché à la franc-maçonnerie qui offrait une image d'égalité, comme je m'étais attaché au parlement qui offrait une image de la liberté. J'ai, depuis, quitté ce fantôme pour la réalité. Au mois de décembre dernier, le secrétaire du Grand Orient s'étant adressé à la personne qui remplissait auprès de moi les fonctions de secrétaire du Grand Maître, pour me faire parvenir une demande relative aux travaux de cette société, je répondis à celui-ci, sous la date du 5 janvier : “Comme je ne connais pas la manière dont le Grand Orient est composé, et que, d'ailleurs, je pense qu'il ne doit y avoir aucun mystère ni aucune assemblée secrète dans une République, surtout au commencement de son établissement, je ne veux me mêler en rien du Grand-Orient ni des assemblées de francs-maçons”. »

La consternation que provoque ce reniement public à l'intérieur de l'ordre maçonnique impose le 13 mai suivant, la tenue d'une assemblée exceptionnelle qui « accepte sa démission » et sursoit à son remplacement, pour étudier la suppression éventuelle de ce titre et de l'inamovibilité de cette charge

### Pendant la Révolution

#### La faction d'Orléans

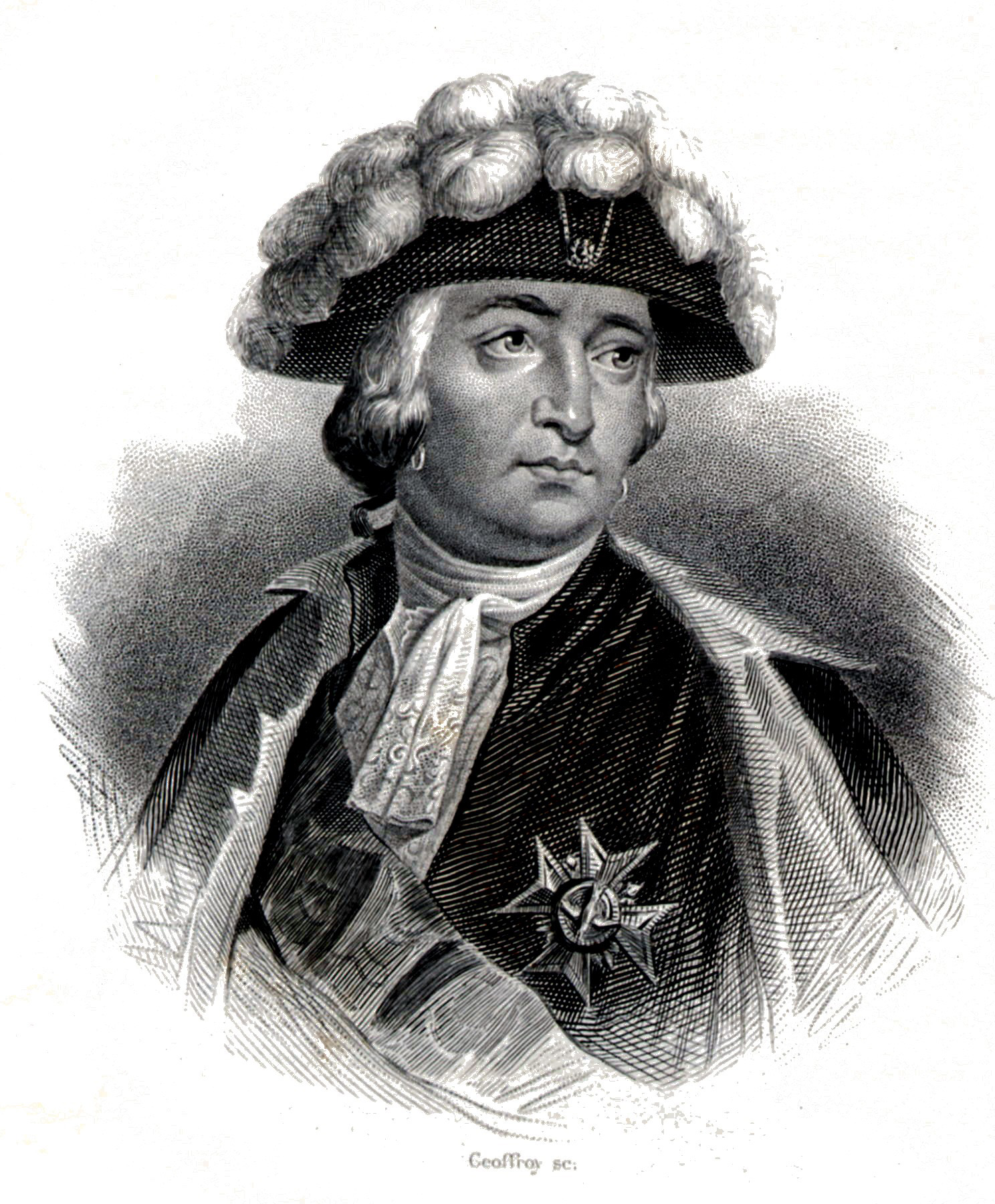
Louis-Philippe II d'Orléans, futur Philippe-Égalité. Portrait gravé par Geoffroy

Pendant la Révolution, l'expression « faction d'Orléans » revient souvent. Elle désigne généralement les individus politisés qui, entre 1788 et 1792, appartinrent à l'entourage du duc d'Orléans, reçus tant par lui, à Monceau ou au Raincy, que par les membres de son entourage immédiat, principalement à Bellechasse chez le marquis et la marquise de Sillery-Genlis. Camille Desmoulins a parfaitement exposé les choses dans le Vieux Cordelier en réponse à une question de Charles Barbaroux sur son éventuelle appartenance à la « faction d'Orléans »[réf. nécessaire].
Si, les premières années, le duc d'Orléans n'a pas protesté publiquement, lorsque le bruit courait qu'il pourrait être désigné par l'Assemblée comme lieutenant-général du royaume ou « régent », il s'en est défendu dès son retour d'Angleterre, et il a publié et signé un démenti dans les journaux en août 1791. À partir de cette date, on peut assurer que l'expression « faction d'Orléans » ne le désigne pas et que l'on entend par là, par commodité de langage, ceux et celles qui, se réclamant de lui ou de son fils aîné, ne désespèrent pas, comme Laclos, Clarke ou Lauzun, de l'établissement d'une dynastie orléaniste.

#### Le député aux États-Généraux
Le duc d'Orléans est élu député de la noblesse aux États généraux de 1789. Proche des idées de Sieyès et conseillé par son secrétaire Choderlos de Laclos, il est du groupe des 47 députés de la Noblesse qui se rallient au tiers état, le 25 juin 1789. Il est porté à la présidence de l'Assemblée le 3 juillet, mais refuse cet honneur le lendemain.
Il est lié un temps à Honoré Gabriel Riqueti, comte de Mirabeau, et espère, sinon usurper le trône de Louis XVI, du moins être nommé lieutenant-général du royaume ou assurer une fonction de régence. Cependant, par manque de résolution, il rate l'occasion de jouer un rôle de médiation après les évènements du 14 juillet.
Le duc d'Orléans étant compromis, à la suite du rôle qu'il a joué lors des journées des 5 et 6 octobre 1789, Louis XVI préfère l'éloigner de la cour en lui confiant une mission diplomatique en Grande-Bretagne. Il évite ainsi d'avoir à s'expliquer, lors de l'instruction menée au Châtelet de Paris, pour déterminer les responsabilités de ces journées révolutionnaires. Le duc est alors au sommet de sa popularité. C'est à Londres à cette époque qu'il peut négocier ses emprunts avec la couronne britannique. Il s'intéresse également à la révolution brabançonne et au rôle qu'il pourrait y jouer, gênant en cela la diplomatie française, toujours portée sur l'alliance autrichienne.
Revenu en France en juillet 1790, il décide de prendre ses distances avec le débat politique, malgré la pression de son entourage qui envisageait depuis 1789 un changement de dynastie en sa faveur. Toutefois, la popularité du prince est en baisse et ses soutiens à l'Assemblée constituante se raréfient. Malgré tout, Orléans et d'autres députés, dont Mirabeau, mis en cause dans l'enquête du Châtelet sont lavés de toute accusation par l'Assemblée en septembre 1790.
Membre du club des Jacobins depuis sa fondation, il est aussi membre fondateur du club de Valois qui s'oppose au club monarchique.
Après la fuite de Louis XVI et son arrestation à Varennes (juin 1791), la question de l'abdication du roi et l'organisation d'une régence est à l'ordre du jour. Au grand dépit de Laclos, qui ne ménage pas ses efforts pour promouvoir cette solution, le duc d'Orléans déclare solennellement et par écrit le 28 juin qu'il renonce absolument à toute intention de prendre la régence en France.
En 1792, il se rend avec ses fils à l’armée du Nord, mais après la défection du général Dumouriez, il reçoit l’ordre de la quitter.

#### Philippe Égalité, député à la Convention

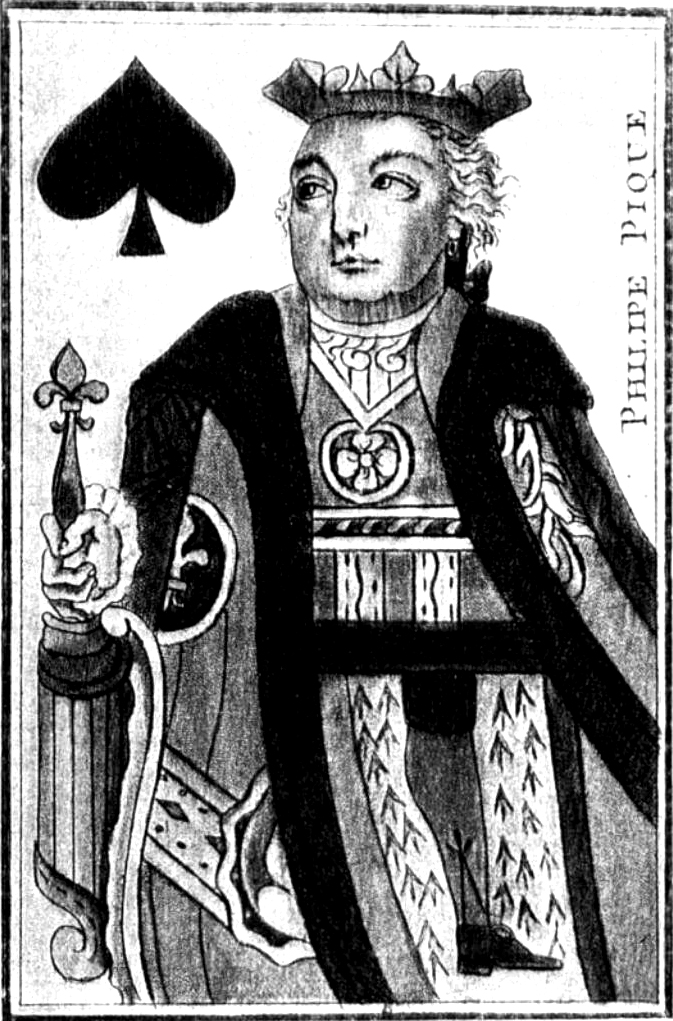
Caricature de Louis Philippe en roi de pique.

Élu à la Convention nationale en 1792 par le département de la Seine, il siège toujours avec les cordeliers, au milieu de la Montagne, sous le nom de « Philippe Égalité ». C'est Manuel, le procureur de la commune et proche de Danton, qui lui suggère d'adopter ce nom, les titres princiers étant proscrits. Une lettre écrite en 1793 de prison à son avoué Jean-Baptiste Lemaire montre qu'il n'a jamais signé autrement :

« Pourquoi m'appelez vous « Orléans » nom que vous savez que je n'ai pas signé depuis le début de l'assemblée constituante qui défendait de porter aucun titre ni nom de terre ? Est-ce qu'il y a un décret qui m'ordonne de m'appeler « Orléans » ? J'ai déjà fait cette question aux citoyens Gérard et Voidel, mais je n'y ai reçu aucune réponse ; peut-être serai-je plus heureux en m'adressant à vous. Je désire le savoir car s'il y en a un, il est trop ridicule à moi de continuer à signer « Égalité ». Cependant ce ridicule serait bien involontaire puisque je n'ai aucune connaissance que je doive signer autrement. »

Le 29 juin 1791, Philippe Égalité renonce au trône de France, dont il est un lointain héritier potentiel, et à ses prérogatives princières. Il confirme cette renonciation le 14 septembre 1792, puis de nouveau le 7 décembre 1792.

#### La mort du roi
Il vote la mort de son cousin le roi Louis XVI, et sans appel. Georges Bordonove rapporte son intervention actant le régicide, alors que les Montagnards eux-mêmes l'encouragent à voter l'indulgence : 
« Uniquement occupé de mon devoir, convaincu que tous ceux qui ont attenté ou attenteront par la suite à la souveraineté du peuple méritent la mort, je vote la mort. »
Il s'oppose au vote de l'amendement Mailhe pouvant sauver le roi, entraînant le rejet de l'amendement. Il assiste en personne dans un cabriolet posté sur le pont de la Concorde à l'exécution de Louis XVI.

#### Arrestation, condamnation, exécution
Le 4 avril 1793, son fils aîné le duc de Chartres (futur Louis-Philippe Ier), qui est alors lieutenant-général à l'Armée du Nord, passe à l'ennemi autrichien aux côtés de son chef, le général Dumouriez, auteur d'une tentative manquée de coup d'État. Égalité devient alors suspect aux yeux des Montagnards. Tous les membres de la famille de Bourbon sont arrêtés le 7 avril 1793. La mesure concerne le duc d'Orléans, ses deux autres fils, le duc de Montpensier et Louis-Charles d'Orléans, comte de Beaujolais, et sa sœur Louise-Bathilde. La Convention décide d'éloigner toute la famille de Paris et opère leur transfert immédiat au fort Saint-Jean à Marseille. Seule sa fille Marie-Adélaïde bénéficie d'une certaine clémence et est assignée à résidence au château de Bizy.
Accusé, Philippe Égalité est ramené à Paris et envoyé à la Conciergerie le 2 novembre. Il est jugé par le Tribunal révolutionnaire, présidé par Herman, le 6 novembre 1793. Il n'y a pas de preuves contre lui, mais durant cette période, la simple suspicion suffit.
Malgré la plaidoirie de Voidel, il est condamné à mort et guillotiné le jour même, 6 novembre 1793, avec pour compagnons d'infortune Pierre Coustard de Massi, représentant girondin de la Loire-Inférieure à la Convention et chef de la Garde nationale de Nantes, et trois inconnus.

## La fortune des ducs d’Orléans
Dès le début des années 1780, le duc de Chartres avait connu des difficultés financières.
Son train de maison, tant en France qu’en Angleterre, était extrêmement dispendieux, et absorbait l’essentiel de son revenu. Par l’intermédiaire de Nathaniel Parker-Forth — ministre plénipotentiaire du roi d'Angleterre auprès de la cour de France et premier agent d'influence du gouvernement britannique et intrigant intéressé selon le comte de Montesquiou —, qui avait su se rendre indispensable pour lui et Mme de Genlis, Chartres effectuait avec sa suite nombreuse des voyages réguliers en Angleterre. À Londres, il avait obtenu du roi d'Angleterre l'autorisation exceptionnelle de disposer d'un palais princier à Portland Place et une autre maison située Chapel Street, no 3 à Park Lane.
De 1779 à 1789, Parker-Forth le mit peu à peu dans une dépendance dangereuse : à la fois affective — il supervisa l'adoption prétendue des filles du duc et de Mme de Genlis — et financière.
Ses dépenses excédaient de beaucoup ses revenus, et l’héritage de son père en 1785, qui était grevé de 2 millions de dettes, ne suffit pas à rétablir sa situation financière.
À la mort de son père en 1785, le duc de Chartres, devenu duc d’Orléans avait pu obtenir du roi l’autorisation d’émettre un emprunt de 6 millions de livres (le prix de 2 vaisseaux de lignes ou de 3 frégates) portant création de 240 000 livres de rentes viagères tontinières à 4 %, dit « tontine d’Orléans » (27 novembre 1785).
Pressé par ses créanciers, il obtint de la duchesse d’Orléans qu’elle consentît à engager sa dot, ce qu’elle fit. Puis il commença à aliéner un certain nombre de ses biens mobiliers et immobiliers en France pour les placer avantageusement, croyait-il, à la City. La mesure la plus connue et la plus spectaculaire est la vente à Londres de la magnifique collection de tableaux de maître des ducs d'Orléans, constituée par Richelieu puis par le Régent dont se chargèrent Édouard de Walckiers, Jean-Joseph Laborde de Méréville et John Christie, commissaire priseur à Londres.
Continuant de restructurer et placer ses biens mobiliers, il réunit un ensemble de bijoux et diamants de la famille d'Orléans qu'il fit passer en Angleterre via Saint-Omer en 1790 par l'intermédiaire de Nathaniel Parker-Forth, puis, en 1792, une cassette de diamants qu'il confia à Édouard de Walckiers pour être déposée chez « Boyd et Benfield », banquiers (Dover Street) à Londres.
Fin 1789, il gagea la créance représentée par le capital de la dot de la reine d’Espagne d’un montant de 4 millions (cf. biens de la maison d'Orléans).
En 1792 et 1793, il met en vente d'immenses terrains dans la région d’Avesnes, puis, à Paris, il vend plusieurs immeubles dont la Chancellerie d'Orléans, rue des Bons-Enfants, les Écuries d'Orléans, rue Saint-Thomas-du-Louvre, et d'autres immeubles dont la fameuse « Civette » dans le quartier du Palais-Royal.
Sous la pression du gouvernement britannique qui, selon le ministre des Affaires étrangères, Montmorin, et le comte de La Luzerne, son ambassadeur à Londres, cherchait à fomenter des troubles en France, il fait procéder à d’importants achats spéculatifs de blé, qui avec la disette de 1789 déclenchent les premières émeutes et particulièrement l'affaire des 5 et 6 octobre 1789.
Dans cette affaire, le gouvernement Pitt joue un rôle essentiel puisque l'on sait aujourd'hui que c'est la banque britannique « Turnbull et Forbes » qui solde, au nom du gouvernement britannique, auprès de la Municipalité de Paris, les acquisitions de blé à destination de l'Angleterre.
Pour accroître son revenu, le duc souscrit avec le prince de Galles, le duc d’York et le duc de Clarence, les trois fils du roi d’Angleterre, trois emprunts obligataires à taux élevés, gagés sur le duché de Cornouailles. Cette longue négociation de deux ans (1789-1790) est menée par Nathaniel Parker-Forth avec les notaires Rouen et Brichard. Il est entendu que le duc commencera à percevoir ses dividendes après la mort du roi d’Angleterre. Dans la requête présentée au tribunal de Paris par la duchesse d'Orléans pour obtenir sa séparation de biens (1792), elle déclare qu'après avoir reçu en dot 6 100 000 livres et une rente perpétuelle de 50 000 livres, elle s'est vue contrainte d'engager toute sa fortune pour cautionner son mari qui ne lui alloue pour toute pension que 1 000 livres par mois. Cette requête révèle en outre que l'actif de Philippe, évalué 66 698 000 livres est absorbé par un passif de 75 234 648 livres, réparti entre trois mille créanciers. Le jugement définitif de séparation n'est rendu que le 8 octobre 1793, peu de jours avant la mort d'Égalité dont la ruine est attribuée à ce que lui avait coûté la Révolution, mais en réalité une grosse partie de sa fortune est en Angleterre.
Ses biens considérables sont en partie spoliés, et son fils Louis-Philippe n'en recouvre qu'une partie. Une lettre du comte de Montesquiou qui se charge des intérêts du fils aîné du duc, futur roi des Français, écrit à ce sujet, pour ce qui concerne la partie placée en Angleterre :

« Au moyen des indications que je peux vous donner, je crois qu'il ne vous sera pas difficile de remonter à la source des différents dépôts que feu M. le duc d'Orléans a faits en Angleterre, d'en constater les valeurs et d'en prévenir l'abus que les dépositaires pourraient être tentés d'en faire. J'aperçois un danger auquel il est important de parer. Les papiers de M. le duc d'Orléans, saisis à Paris, ont fort bien pu mettre, entre les mains de quelques membres des comités de la Convention nationale, les titres de ses propriétés anglaises; ceux-ci peuvent avoir été trafiqués, et peut-être même quelques dépositaire infidèle aurait pu négocier la remise de ces pièces. Voilà ce qui rend important d'accélérer les informations afin de pouvoir mettre obstacle à ce brigandage. »

## Titulature et décorations

### Titulature
- 13 avril 1747 : Son Altesse Sérénissime Louis-Philippe d'Orléans, prince du sang, duc de Montpensier ;
- 4 février 1752 : Son Altesse Sérénissime Louis-Philippe d'Orléans, prince du sang, duc de Chartres ;
- 18 novembre 1785 : Son Altesse Sérénissime Louis-Philippe d'Orléans, premier prince du sang, duc d'Orléans ;
- 14 septembre 1791 : prince Louis-Philippe d'Orléans, prince français[19],[20],[21],[22].

### Décorations dynastiques françaises
| Ordre du Saint-Esprit                   | Chevalier des ordres du Roi (30 mai 1762)              |
| Ordre royal et militaire de Saint-Louis | Chevalier de l'ordre royal et militaire de Saint-Louis |

## Iconographie
(liste non exhaustive)

### Dessins, peintures
- Joshua Reynolds,  Louis-Philippe d'Orléans, duc de Chartres.

### Sculptures
- Henri Lemaire, Louis-Philippe d'Orléans (1845).